# Leyes Nuevas
Las Leyes y ordenanzas nuevamente hechas por su Majestad para la gobernación de las Indias y buen tratamiento y conservación de los Indios, comúnmente conocidas como Leyes Nuevas o Nuevas Leyes, son un conjunto legislativo promulgado por Carlos I de España el 20 de noviembre de 1542 en Barcelona que pretendía mejorar las condiciones de los indígenas de la América española, brindándole una serie de derechos para que vivieran en una mejor condición y siendo precursoras del derecho internacional.
Entre otras medidas, las Leyes Nuevas establecieron que por ninguna causa ni motivo alguno se podía esclavizar a los indios; ni por guerra, ni por rebeldía, ni por rescate, ni de otra manera alguna. De igual modo, extinguieron el sistema de encomienda, reemplazándolo con el de repartimiento.

## Precedentes
Desde comienzos del siglo XVI, surgieron críticos en España con la situación que sufrían los indígenas en los territorios conquistados por los españoles en las Indias, es decir, la actual América. Así, se registran las denuncias realizadas por Bartolomé de las Casas, Antonio de Montesinos o Francisco de Vitoria. Ya con anterioridad, la reina Isabel la Católica había dejado constancia en su testamento de dar buen trato a los indígenas. 
La Junta de Burgos y su fruto legislativo, las Leyes de Burgos (1512-1513), trataron de conciliar el derecho de conquistar América con la prevención de los abusos mediante, entre otras cosas, la creación de la encomienda, que no logró prevenir del todo los abusos cometidos.
Esta figura jurídica, inspirada en la España de la Reconquista, tenía tres claros objetivos: de un lado, respetar la condición de vasallo del rey de España (esto es, no esclavo) del indio; de otra, evangelizarlo, tarea que correspondía al colono a cargo de la encomienda; y finalmente hacer productiva las tierras colonizadas mediante el trabajo del indio, a las que estaba ligado. No obstante, esta figura jurídica no resultó de la forma esperada, ya que algunos colonos en América transformaron dichas encomiendas en instrumentos encubiertos de esclavitud de indígenas.
Las Leyes de Burgos no tienen precedente en la historia colonial americana. Son los primeros instrumentos legales creados para la protección de los habitantes de territorios colonizados, y precursores del derecho internacional. Sin embargo, estas leyes eran prematuras para su tiempo. En el conjunto de América, las libertades y derechos individuales no llegaron hasta el siglo XIX. Por ello, esta legislación vanguardista no siempre se cumplió en los territorios españoles de ultramar. Las leyes legalizaron una situación ya existente en la que algunos indios estaban obligados a trabajar para encomenderos.

### Convocatoria
Durante el reinado de Carlos I de España, el debate se reavivó. El rey, influido por los escritos y argumentos del fraile dominico Bartolomé de las Casas, encargó revisar la legislación colonial. El propósito de Las Casas era abolir la encomienda, puesto que consideraba que se estaba degradando a los indios, forzándoles a abandonar su medio natural e instalarse en las encomiendas, al tiempo que la introducción del dinero rompía las estructuras sociales y comunales de los mismos. Su postura no era un hecho aislado, sino que se enmarcaba dentro de un debate acerca de la propia legitimidad de la conquista y colonización.  
La influencia de Las Casas se vio en la redacción y enfoque de las nueva legislación. Sin embargo no fue el único que influyó en la junta de Salamanca, ya que, de hecho, los dominicos, orden a la que pertenecía Las Casas, era una orden humanista que abogaba por quitarle a los obispos el poder sobre la población indígena, ya que según ellos, se debía evangelizar al estilo primitivo, quitándole importancia al clero e impulsando la evangelización laica.
El emperador convocó para 1540 una junta legislativa que se albergó en la Universidad de Salamanca, para iniciar la reorganización que los humanistas venían pidiendo décadas atrás. Fueron invitados legisladores y religiosos influyentes como el abogado y economista Francisco de Vitoria.
Vitoria pronunció en dos relecciones, llamadas "de Indiis", en las que estudia siete títulos dictados para justificar el dominio del rey en Indias. Vitoria presenta una argumentación con base en ideas de Tomás de Aquino, por medio de la cual niega la legitimidad de tales títulos. Al final propone otros títulos, llamados "legítimos", con los cuales justifica la empresa americana. Su argumentación parte de la bula "Sublimis Deus" dictada por el papa Paulo III.
Las Leyes Nuevas fueron promulgadas el 20 de noviembre de 1542, en la ciudad de Barcelona, bajo el nombre de Leyes y ordenanzas nuevamente hechas por su magestad para la gobernación de las Indias y buen tratamiento y conservación de los indios.

## Contenido
En 1542, los críticos de la encomienda logran su propósito mediante la promulgación, por parte del rey, de las Leyes Nuevas (20 de noviembre). Las principales resoluciones fueron:
- Cuidar la conservación, gobierno y buen trato de los indios.
- Varias medidas tendientes a reorganizar y asegurar el buen funcionamiento del Consejo de Indias, el gobierno indiano y las reales audiencias.
- Que los oficiales reales (del virrey para abajo) no tuvieran derecho a la encomienda de indios, lo mismo que las órdenes religiosas, hospitales, obras comunales o cofradías.
- Que no hubiera causa ni motivo alguno para hacer esclavos, ni por guerra, ni por rebeldía, ni por rescate, ni de otra manera alguna.
- Que los esclavos indios existentes fueran puestos en libertad, si no se mostraba el pleno derecho a mantenerlos en ese estado.
- Que se acabara la mala costumbre de hacer que los indios sirvieran de cargadores (tamemes), sin su propia voluntad y con la debida retribución.
- Que los indios no fueran llevados a regiones remotas con el pretexto de la pesca de perlas.
- Que las encomiendas dadas a los primeros conquistadores cesaran totalmente a la muerte de ellos y los indios fueran puestos bajo la Real Corona, sin que nadie pudiera heredar su tenencia y dominio; y que se recompensara a los primeros conquistadores y colonos con corregimientos y otras mercedes.
- Que para hacer descubrimientos mediara previa licencia, y los descubridores cumplieran con las leyes reales para el tratamiento de los indios.

Al respecto de la protección de los indígenas, estas leyes acentuaron las disposiciones sobre el buen trato de estos, retomándose cuestiones como el de condenarse la esclavitud del indio, al ser vasallo bajo protección del rey y que poseía los mismos derechos que el resto de súbditos de la monarquía, tratando de regular la Servidumbre, así como darles protestad de poseer tierras, tributar, participar en las decisiones de gobierno, que se consideren sus cuestiones comunales, participar como conquistadores y militares, ejercer cargos públicos, etc. Reafirmándose que el objetivo principal de la presencia de la Monarquía Hispánica en el Reinos de Indias era la evangelización de los naturales, por lo que el avasallamiento político del indio a la corona tenía que conseguirse a través de la persuasión (siendo algo voluntario, como su conversión al catolicismo), no tanto por la fuerza de las armas (a menos que se presentara alguna Guerra justa):

“20. Porque una de las cosas mas prinçipales que en las Abdiençias han de servirnos es en tener muy espeçial cuidado del buen tratamiento de los indios y conservaçión dellos, mandamos que se informen siempre de los exçesos y malos tratamientos que les son o fueren fechos por los governadores o personas particulares, y cómo han guardado las Ordenanças e Instruçiones que les han sido dadas y para el buen tratamiento dellos están fechas, y en lo que se oviere exçedido o exçediere de aquí adelante tengan cuidado de lo remediar castigando los culpados por todo rigor, conforme a justiçia; y que no den lugar a que en los pleitos de entre indios o con ellos se hagan proçessos ordinarios ni aya alargas, como suele acontesçer por la maliçia de algunos abogados y procuradores, sino que sumariamente sean determinados, guardando sus usos y costumbres, no siendo claramente injustos, y que tengan las dichas Abdiençias cuidado que así se guarde por los otros juezes inferiores”.      

“21. Iten, ordenamos y mandamos que de aquí adelante por ninguna causa de guerra ni otra alguna, aunque sea so titulo de revelión ni por rescate ni de otra manera, no se pueda hazer esclavo indio alguno, y queremos sean tratados como vasallos nuestros de la Corona de Castilla, pues lo son”. 
“22. Ninguna persona se pueda servir de los indios por vía de naburia ni tapia ni otro modo alguno contra su voluntad”. 
“ 23. Como avemos mandado proveer que de aquí adelante por ninguna vía se hagan los indios esclavos, ansí en los que hasta aquí se han fecho contra razón y derecho y contra las Provissiones e Instruçiones dadas, ordenamos y mandamos que las Abdiençias, llamadas las partes, sin tela de juizio, sumaria y brevemente, sóla la verdad sabida, los pongan en libertad, si las personas que los tovieren por esclavos no mostraren título cómo los tienen y poseen ligítimamente. Y porque a falta de personas que soliciten lo susodicho los indios no queden por esclavos injustamente, mandamos que las Abdiençias pongan personas que sigan por los indios esta causa, y se paguen de penas de Cámara, y sean hombres de confiança y diligençia.
“24. Iten, mandamos que sobre el cargar de los dichos indios las Audiençias tengan espeçial cuidado que no se carguen. O en caso que esto en algunas partes no se pueda escusar, seha de tal manera que de la carga inmoderada no se siga peligro en la vida, salud y conservaçión de los dichos indios; y que contra su voluntad dellos y sin ge lo pagar, en ningund caso se permita que se puedan cargar, castigando muy gravemente al que lo contrario hiziere. Y en esto no ha de ayer remisión por respecto de persona alguna.

“ 25. Porque nos ha sido fecha relación que de la pesquería de las perlas averse hecho sin la buena orden que convenía se an seguido muertes de muchos indios y negros, mandamos que ningund indio libre sea llevado a la dicha pesquería contra su voluntad, so pena de muerte. Y que el obispo y el juez que fuere a Veneçuela hordenen lo que les paresçiere para que los esclavos que andan en la dicha pesquería, ansí indios como negros, se conserven y çessen las muertes. Y si les paresçiere que no se puede escusar a los dichos indios y negros el peligro de muerte, çesse la pesquería de las dichas perlas, porque estimamos en mucho mas, como es razón, la conservaçión de sus vidas que el interese que nos pueda venir de las perlas”.

## Aplicación y consecuencias
La legislación causó mucho revuelo en América, en especial en los Virreinatos del Perú y de Nueva España (actual México), ya que en estas dos dependencias de la Corona el encomendero concentraba mucho poder político, y por consiguiente la abolición de muchas facultades de la encomienda chocaba ampliamente con sus intereses.

### Perú
Al mismo tiempo que se aprobaron las Leyes Nuevas, se creó también el Virreinato del Perú y la Real Audiencia de Lima. Fue elegido como primer virrey del Perú Blasco Núñez Vela, quien aplicó enérgicamente la nueva legislación. Los encomenderos protestaron indignados y organizaron una rebelión, eligiendo como líder a Gonzalo Pizarro, rico encomendero en Charcas.
Los oidores de la Real Audiencia se inclinaron a defender los derechos de los encomenderos, tomaron prisionero al virrey (18 de septiembre de 1544) y lo embarcaron de vuelta a España. Pizarro entró triunfalmente en Lima el 28 de octubre de 1544, al frente de 1200 hombres. Los oidores lo nombraron gobernador del Perú.
El virrey Núñez Vela logró escapar y organizó un ejército. Sin embargo, fue derrotado en la batalla de Iñaquito, el 18 de febrero de 1546, hecho prisionero y decapitado en el campo de batalla. Pizarro también logró otra victoria sobre fuerzas leales, en la batalla de Huarina, cerca del lago Titicaca, el 20 de octubre de 1547.
Sin embargo, el poder de Pizarro se desvaneció cuando el nuevo representante de la corona, el sacerdote Pedro de la Gasca, nombrado presidente de la Real Audiencia, ofreció el perdón a los sublevados y derogó las Leyes Nuevas. Las fuerzas de Gonzalo Pizarro empezaron a desertar y a sumarse a Gasca. Ambos ejércitos se enfrentaron en la batalla de Jaquijahuana, en la pampa de Anta o Sacsahuana, el 9 de abril de 1548, donde los sublevados fueron derrotados y ejecutados sumariamente.

### Nueva España
En México fue enviado el juez visitador Francisco Tello de Sandoval para aplicar las Leyes Nuevas. Sin embargo, el visitador optó por suspender su aplicación, ante las peticiones del Ayuntamiento de la Ciudad de México, del virrey Antonio de Mendoza e incluso del obispo fray Juan de Zumárraga y los provinciales de las órdenes religiosas, mientras hacían llegar su apelación a España. El  20 de octubre de 1545, el rey suspendió el capítulo que prohibía la herencia de las encomiendas. La norma que subsistió fue la concesión por "dos vidas", la del titular y su heredero. Las demás disposiciones quedaron en vigor.
La promulgación de las Leyes Nuevas causó una sublevación de los colonos del Perú (liderada por Gonzalo Pizarro), que llegó a eliminar al propio virrey Blasco Núñez Vela, el cual pretendía aplicarlas (si bien es probable que esta rebelión tomase únicamente el asunto de la eliminación de las encomiendas para tratar de conseguir más independencia respecto de la Corona española). En la corte española cundió la alarma y Carlos V fue convencido de que eliminar la encomienda significaría arruinar económicamente la colonización. Finalmente, el 20 de octubre de 1545, se suprime el capítulo 30 de las Leyes Nuevas, donde se prohibía la encomienda hereditaria.
Consecuencia de ello fue la convocatoria de una nueva Junta, la Junta de Valladolid (1551-1552) donde se enfrentaron las posiciones de Bartolomé de las Casas y Juan Ginés de Sepúlveda, todo ello enmarcado en la polémica intelectual conocida como de los justos títulos o polémica de los naturales, en que habían intervenido ilustres autores, como Francisco de Vitoria.
Desde entonces, la legislación española trató de mejorar la condición de los indios en América. Esto es lo que buscaba la corona, pero la mayoría de los funcionarios no dieron el visto bueno e hicieron caso omiso. El punto positivo sería que, al menos, existieron y no siempre fueron papel mojado mientras estuvieron vigentes.

### La legislación española de Indias
La legislación española que se desarrolló para la administración y buen gobierno de las Indias, así como en lo relativo al monopolio comercial entre la península y los posesiones de ultramar, estaba integrada por Reales Cédulas, Reales Órdenes, Pragmáticas, Instrucciones y Cartas relativas al derecho público de Hispanoamérica:
a) Las Reales Cédulas Eran expuestas al Rey por el Consejo de Indias; se referían a una cuestión determinada y se caracterizaban claramente por la fórmula: Yo el Rey, hago saber….
B) Las Reales Órdenes: Fueron creadas en la época de los Borbones y emanaban del Ministerio por orden del Rey.
C) Las Pragmáticas Se llamaba así a aquellas decisiones con fuerza general de ley general que tenía por objeto reformar algún daño o abuso.
D) Las Ordenanzas Fueron dictadas por los Virreyes o por las Reales Audiencias y legislaban sobre asuntos que llegaron en algunos casos a constituir verdaderos códigos.
La particularidad que tenía la legislación indiana es que se destinaba a legislar para cada caso y cada lugar. El hecho de no integrar un programa orgánico de gobierno, sumado a las enormes distancias entre la metrópoli y sus dominios ultramarinos determinó frecuentes confusiones. Esto era común en algunos casos cuando las autoridades aplicaban disposiciones que ya habían sido derogadas, lo cual ocurría por no tener conocimiento sobre las mismas.
Debido a que muchas veces las autoridades encargadas de dictar las leyes desconocían las reales condiciones sociales, políticas y económicas del medio americano, las disposiciones resultaban inaplicables, convirtiéndose en fuente de resistencias y aun de rebeldías ante la ley. Las autoridades encargadas de hacerla cumplir optaban por un acatamiento teórico declarando suspendida su vigencia. En estos casos el Virrey disponía al final del texto la célebre frase:
Se acate pero no se cumpla.
Todos estos inconvenientes fueron advertidos por diversos funcionarios y juristas quienes abogaron por lograr un ordenamiento y codificación de la legislación indiana y así eliminar las abundantes superposiciones y contradicciones legales que dificultan las tareas de gobierno.